# 2008 en république de Macédoine
Cet article présente les faits marquants de l'année 2008 en république de Macédoine.

## Évènements
- Dimanche 1er juin 2008 : le parti conservateur VMRO-DPMNE du premier ministre sortant, Nikola Gruevski, remporte les élections législatives et obtient avec 120 sièges, un tiers d'élus supplémentaires par rapport en 2006. Selon le rapport de l'OSCE il y a eu de nombreuses violences et irrégularités dans les zones albanophones, qui ont fait un mort et neuf blessés. Certains scrutins devront être organisés à nouveau.
- Dimanche 14 juin 2008 : scrutin législatif partiel dans les zones albanophones où de graves incidents et violences avaient eu lieu.
- Lundi 17 novembre 2008 : la Macédoine porte plainte contre la Grèce auprès la Cour internationale de justice pour l'avoir empêché d'adhérer à l'OTAN.
- Mercredi 19 novembre 2008 :  les Macédoniens se sont mobilisés dans le but de planter 6 millions d'arbres en une journée pour reconstituer les forêts détruites par le feu l'été dernier. En deux ans, les incendies ont ravagé plus de 35 000 hectares de végétation.